# 体外式膜型人工肺
体外式膜型人工肺（たいがいしきまくがたじんこうはい、英: extracorporeal membrane oxygenation, ECMO, エクモ）は、重症呼吸不全患者または重症心不全患者に対して（時に心肺停止状態の蘇生手段として）行われる生命維持法である。

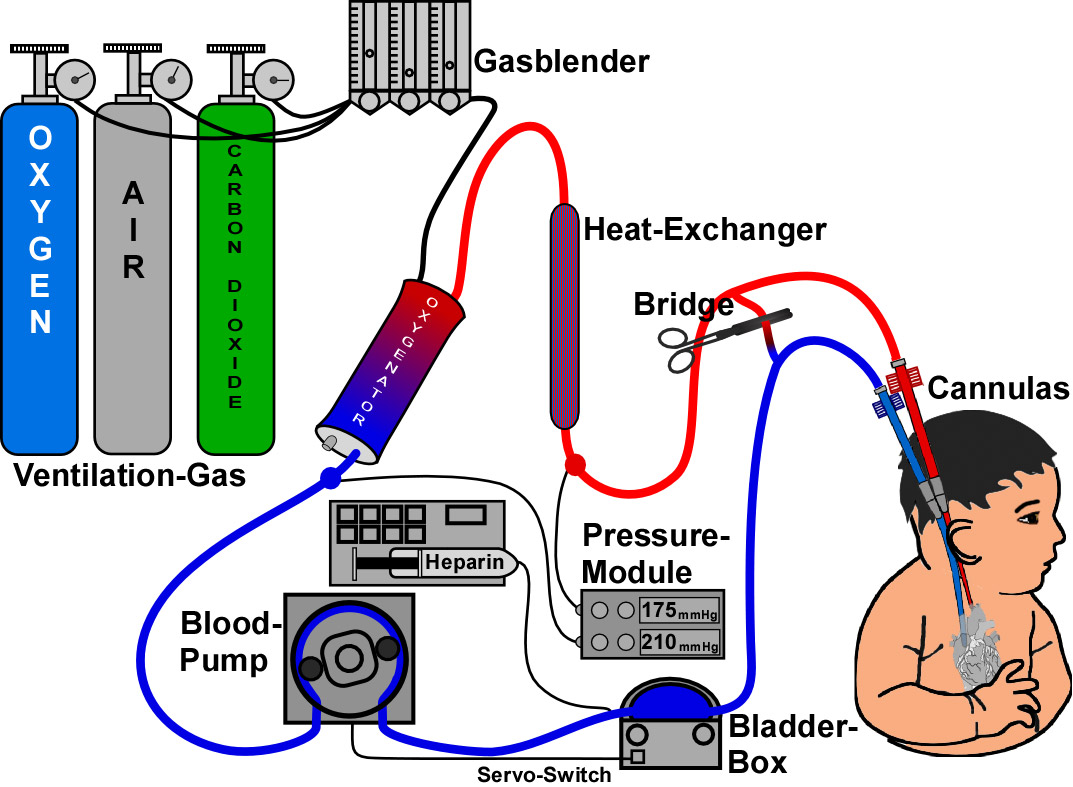
ECMOの模式図

心臓と肺が、生命を維持するのに十分な機能を失った際に、心臓と呼吸の補助をする治療法である。
ECMOは患者の体内から血液を抜き出し(脱血)、人工肺にて二酸化炭素を拡散により除去するとともに、赤血球に酸素を付加(酸素化)し、再び体内に戻す(送血)ことを行う。これにより、肺が本来行うべき酸素化と二酸化炭素除去を代替し、肺を全く使用しなくてもよい状況（Lung Rest）を作り出す。

## 歴史
心臓と肺の機能を一時的に代行するための人工心肺装置は、1930年代にアメリカ合衆国の外科医ジョン・ヘイシャム・ギボンとその妻Maryによって研究、開発された。1953年にギボンによりジェファーソン大学病院にて行われた心房中隔欠損閉鎖術が人工心肺装置を用いた初めての成功例である。 
1954年、C・ウォルトン・リレヘイ（C. Walton Lillehei）は、Richard DeWallと共に開発した気泡型人工肺を用いて、心臓外科手術を行った。 
その当時の人工肺は、数時間しか使用できなかったが、その後シリコンゴムの開発による進化や、様々な症例に対する試行が行われる中で、膜型人工肺を用いた体外循環に対してECMOという用語が使われるようになった。 
1971年に Ｊ・ドナルド・ヒル（J. Donald Hill）らは、外傷への整形外科手術後に発生した呼吸不全に対して、部分的な動脈灌流処置を行い、患者肺の機能を回復することに成功した。この症例がECMOによる最初の救命例である。 

## 用途

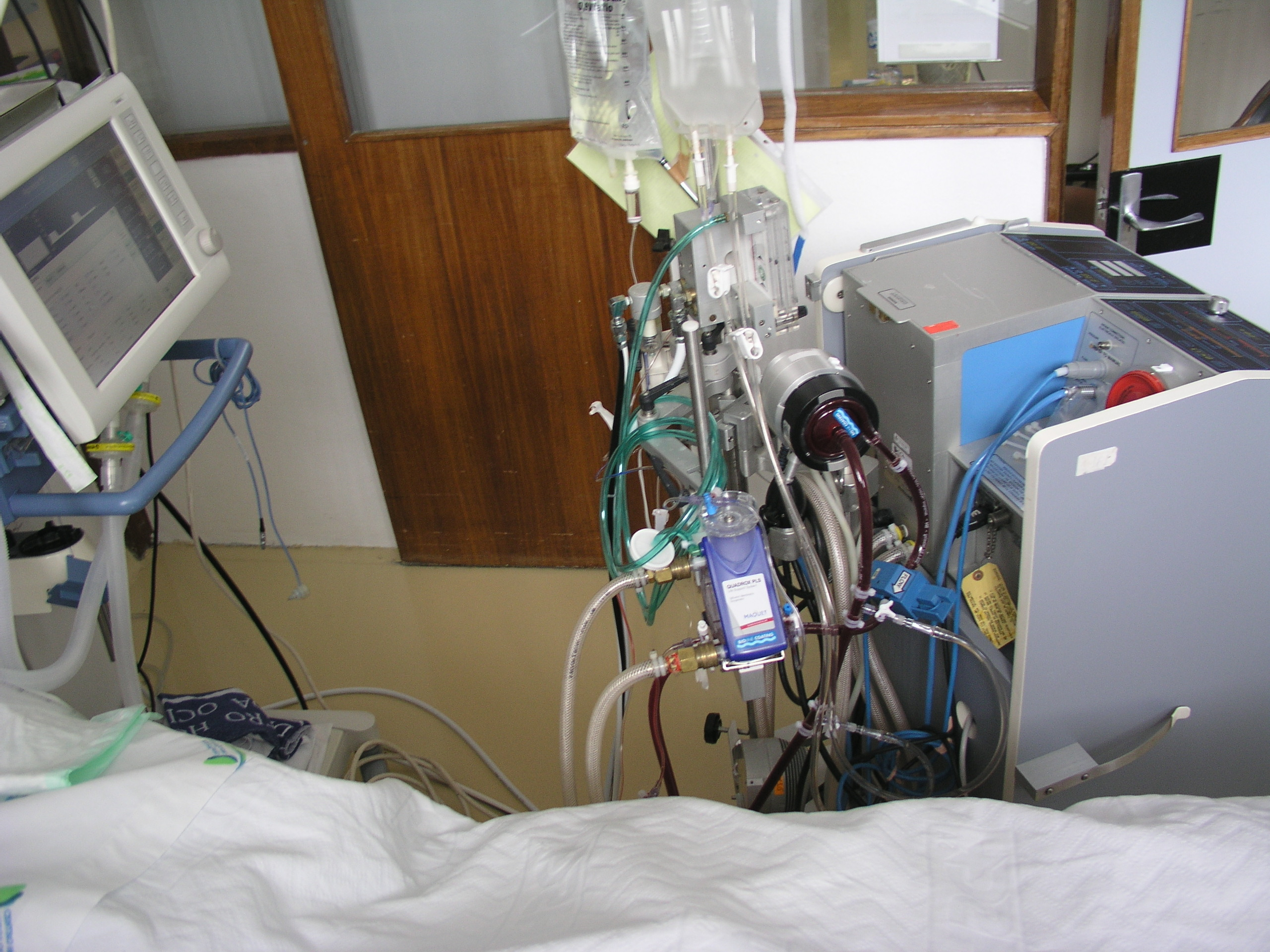
ECMO回路

ECMOの適応と実践を説明するガイドラインは、ELSO（Extracorporeal Life Support Organization, ）によって公開されている。
ECMOの開始基準は施設によって異なるが、通常、可逆的で従来の管理に反応しない可能性のある急性または重度の心不全または肺不全が含まれる。ECMOの開始を促す可能性のある臨床的状況の例には、以下が含まれる： 
- 高強度の人工呼吸器設定にもかかわらず、P/F ratio（PaO2 / FiO2）が100 mmHgを下回る重症呼吸不全
- 動脈血pHが7.20未満の高二酸化炭素血症
- 心原性ショック
- 心停止
- 人工心肺離脱困難
- 心臓移植または補助人工心臓へのブリッジ
- 肺移植へブリッジ

### 2009年新型インフルエンザの世界的流行
2009年新型インフルエンザの世界的流行にて、発生した重症呼吸不全に対し、世界でECMOが使用され、良好な成績を収めたが、当時V-V ECMOで遅れを取っていた日本では、生存率36%と惨憺たる結果だった。この時の教訓から、重症呼吸不全に対するECMOの治療成績高上を目指し、日本呼吸療法医学会では『ECMOプロジェクト』を立ち上げた。

### 新型コロナウイルス（COVID-19）患者での使用
2020年2月初旬から、中華人民共和国の医師はSARS-CoV-2感染（COVID-19）に伴う、急性ウイルス性肺炎を呈する患者の補助的対症療法として、換気後でも、血中酸素化レベルが低すぎて患者を維持できない場合、ECMOを利用している。
最初の報告は、患者の血中酸素飽和度を回復し、ECMOが利用された重症例の約3％の死亡率を、低下させるのに役立つことを示している。
日本では、重症呼吸不全患者に対して行われる呼吸ECMOについて、2020年2月27日に続いて3月24日に第2版の基本的注意事項が出されている。ECMOの適応は、
1. 慎重かつ総合的に判断
2. COVID-19 への ECMO 治療はかなりの人員と労力が必要
3. PEEP 10cm H2O、P/F＜100 で進行性に悪化する場合はECMOを考慮

であり、高圧での人工呼吸を長期間（約7日間）行った後のECMOは非常に予後が悪いとしている。また、ECMOの禁忌は、
1. 不可逆性の基礎疾患
2. 末期癌
3. 慢性心不全、慢性呼吸不全、その他重度の慢性臓器不全の合併は予後が悪い
4. 年齢 65-75 才以上は予後が悪く、一般的には適応外

としている。
2020年4月25日集計で、これまでのCOVID-19による重症呼吸不全ECMO治療患者109名中、離脱（回復）46名、治療継続中44名、死亡19名。

### 成果
初期の研究では、特に急性呼吸窮迫症候群の状況において、急性呼吸不全の人々に対するECMOの使用による生存の利点が示された。ELSOに管理されている、ECMOを受けた約51,000人は、新生児呼吸不全の75％の生存、小児呼吸不全の56％の生存、および成人呼吸不全の55％の生存の結果を報告している 。他の観察および非対照臨床試験では、50〜70％の生存率が報告されている。これらの報告された生存率は、過去の生存率よりも優れている。ECMOはさまざまな死亡率のさまざまな状況で使用されているが、早期発見は悪化の進行を防ぎ、生存率を高めるための鍵となる。 
英国では、veno-venous ECMO（V-V ECMO, 静脈脱血―静脈送血 ECMO）の展開は指定されたECMOセンターに集中しており、潜在的にケアを改善し、より良い結果を促進している。また、ECMOは大変高価で受けられる患者が少ないのが現状である。

## 禁忌
ほとんどの禁忌は相対的であり、手順のリスク（他の人に使用できる貴重なリソースを使用するリスクを含む）と潜在的な利益のバランスをとる。 相対的禁忌は次のとおり。
1. その人が回復した場合、通常の生活と両立しない状態である
2. 生活の質に影響を与える既存の状態（ CNS状態、末期悪性腫瘍、抗凝固療法による全身出血のリスク）
3. 年齢、体格
4. 無益：重症度が重い人、従来の治療を受けている期間が長すぎる人、または致命的な診断を受けている人

## 方式

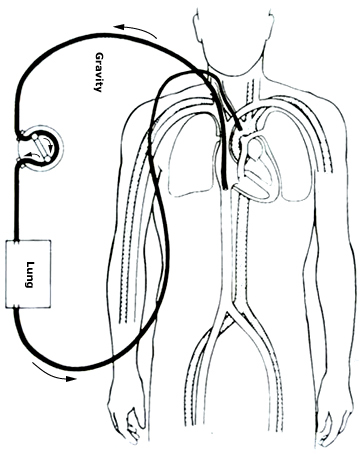
心不全または呼吸不全に対する静脈脱血－動脈送血（VA）ECMO

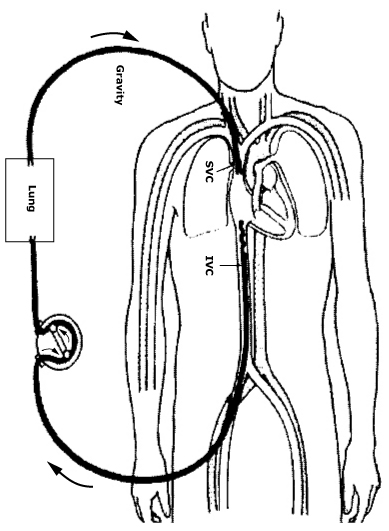
呼吸不全に対する 静脈脱血－静脈送血（V-V）ECMO

ECMO主に2種類の方式がある。 
V-A ECMO(Veno-Arterial ECMO； 静脈脱血―動脈送血)
大静脈から血液を脱血し、人工肺で酸素化した後、大動脈に送血する。心不全やショック、心肺停止などに使用される。 
日本ではV-A ECMOをPCPS（Percutaneous cardio pulmonary support)と呼ぶことがある。 
心臓手術において、人工心肺がすでに確立されている場合、緊急開胸が行われた場合等は、胸部の大静脈と大動脈に直視下でカニューレを挿入するCentral ECMOを行うことがある。 
V-V ECMO(Veno-Venous ECMO； 静脈脱血―静脈送血)
大静脈から血液を脱血し、人工肺で酸素化した後、大静脈に送血する。全身に血液を送る機能は心臓に依存する。ARDSを伴う肺機能不全などに使用される。 
呼吸不全を伴う心不全にはV-AV ECMO(静脈脱血―動静脈送血)を行う場合がある。 
2009年のCESAR studyにてV-V ECMOの有用性が証明された。

## 開始
ECMOは導入、維持、中止のトレーニングと経験がある医師が実施し、それぞれの場面で、手技に精通した看護師、臨床工学技士、薬剤師、理学療法士など専門知識を用いて協力する。

### 挿入
カニューレは、体格に合った適切なサイズのものを、セルジンガー法 または外科的切開(Cut Down)により、挿入する。
カニューレ挿入と回路への接続後、循環を開始する。

## 維持

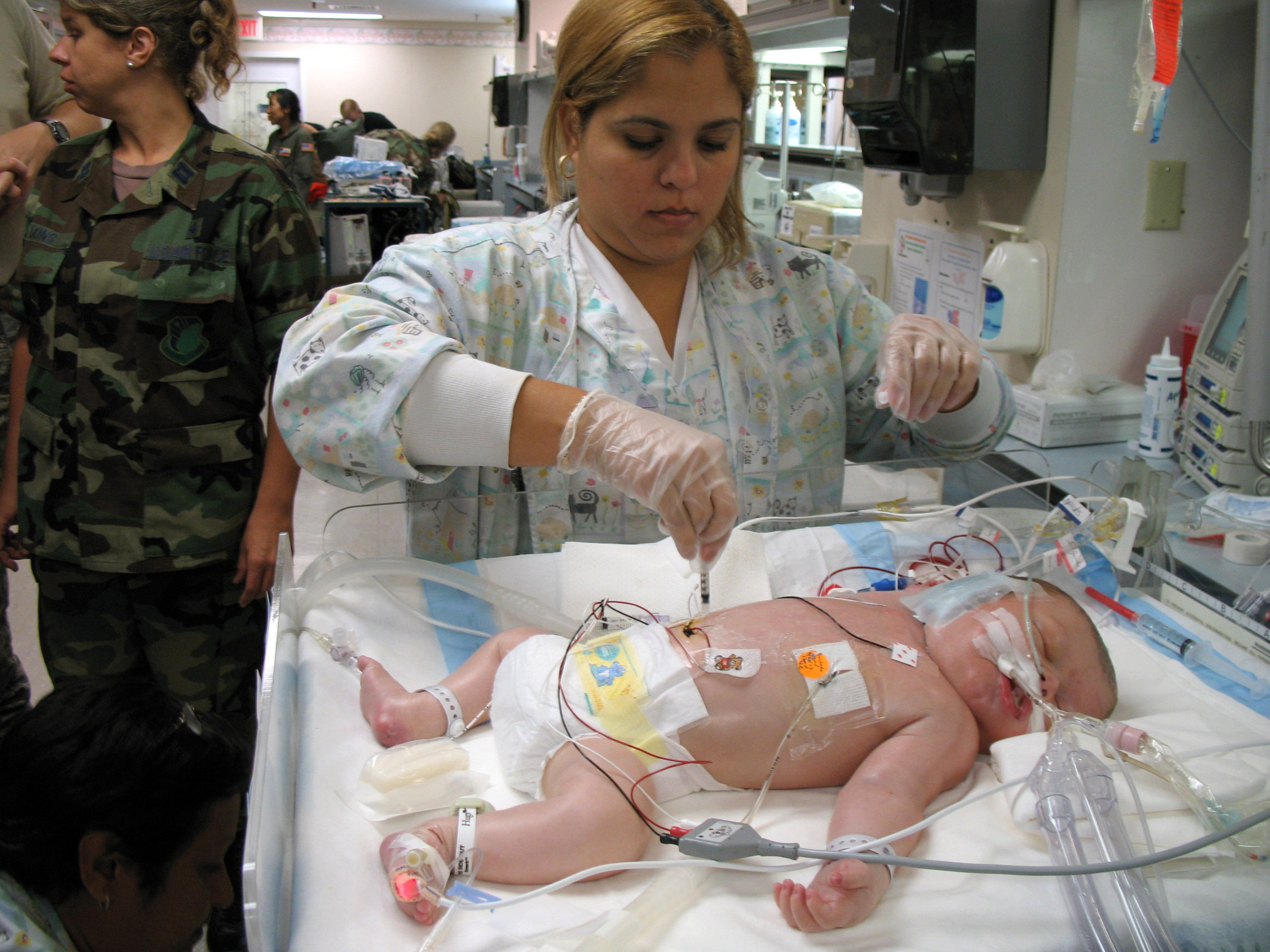
呼吸療法士が新生児からECMO療法の準備のために血液サンプルを採取している

血行動態や、全身の状態踏まえて血流量、送血温度、酸素濃度、酸素流量を設定する。維持には生体情報モニタ、各種血液検査を参考にする。適切に維持している間に、ECMO導入の原因となった疾患を治療し離脱の方向へ進む。

## 合併症
ECMOの一般的な合併症は、くも膜下出血、腹腔内出血、脳梗塞、大血管損傷、下肢虚血等が挙げられる。
出血性合併症は、持続的な抗凝固療法、播種性血管内凝固症候群(DIC)の両方により起こり、ECMOを受けた人の30〜40％で発生する。

## 研究
2014年の研究では、第XIIa因子阻害抗体が出血リスクを増加させることなく体外循環の血栓保護を提供することが示された 。新生児動物での実験は、ECMO治療が腸細胞のアポトーシス、 腸粘膜バリアの損傷、およびバクテリアルトランスロケーションにつながる可能性があることを示した。これは、新生児の全身性炎症反応症候群の重症度を説明できるかもしれない。ECMOはまた、 死体ドナーへ使用することで、 移植臓器の生存率を高めることができると考えられている。

## 日本でECMO治療に使用されている機器のメーカー
- Maquet（ Getinge Group ）ーRotaFlow、CARDIO HELP
- テルモ ーキャピオックス
- 泉工医科工業ーメラ遠心血液ポンプシステム
- ジェイ・エム・エス ーECmoVA

## エクモカー
- エクモカー（ECMO Car）は、チームスタッフとともに、ECMOができない病院に送り込まれ、患者にECMOを導入して帰ってくる特別な救急搬送車両[28]。全国にECMOは約2200台あるといわれるが、安全に操作できる人はまだ少なく、エクモカーは、国内に数台しかない[28]。2020年5月、日本医師会は、全国の医療圏ごとに1台ずつ、計20台を中核的な医療機関に置くことを想定し、配備を増やすよう国に提言した[29]。8月7日、横浜市立大学附属市民総合医療センターと横須賀市立市民病院は、重症呼吸不全患者に対して専用救急車両「モバイルICUカー（エクモカー）」による医療支援・患者搬送などを目的として、治療連携に関する協定を締結した[30]。

ドクターカー#ECMO（エクモ）カーも参照。
- なお、世界中で猛威を振るいエクモカー導入理由の一つとなった新型コロナウイルス感染症については、2023(令和5)年1月27日、首相官邸で開催された 第101回新型コロナウイルス感染症対策本部において「感染症法上の位置付けの変更」「基本的対処方針の廃止」「政府対策本部の廃止」等が取りまとめられ、特段の事情が生じない限り令和5年5月8日以降、季節性インフルエンザと同等の「5類感染症」に引き下げられることが正式に決定した[31] [32] [33]。

## 国および地域別のECMOの数
| 国/地域                           | 大陸       | ECMOを提供している病院の数 | ECMOの数           |
| --------------------------------- | ---------- | -------------------------- | ------------------ |
| アメリカ合衆国                    | 北アメリカ | 264（2019年）              |                    |
| ブリティッシュコロンビア州/カナダ | 北アメリカ |                            | 32（2020年）       |
| イングランド/英国                 | ヨーロッパ | 5（2020年）                | 15（2020年）       |
| 北アイルランド/英国               | ヨーロッパ | 0（2020年）                | 0（2020年）        |
| スコットランド/英国               | ヨーロッパ | 0（2020年）                | 0（2020年）        |
| ドイツ                            | ヨーロッパ | 40（2019年）               |                    |
| ポーランド                        | ヨーロッパ |                            | 47（2020年）       |
| スウェーデン                      | ヨーロッパ |                            | 7 以上（2020年）   |
| アルバニア                        | ヨーロッパ | 0（2020年）                | 0（2020年）        |
| ロシア                            | ヨーロッパ |                            | 124 + 17（2020年） |
| モスクワ                          | ヨーロッパ |                            | 16（2020年）       |
| 日本                              | アジア     |                            | 1,412（2020年）    |
| 中華人民共和国                    | アジア     |                            | 約400（2020年）    |

## ECMOnet
日本COVID19対策ECMOnet（略称・ECMOnet）は、日本集中治療医学会がECMOを中心とした、重症管理の助言を行う電話相談窓口。ECMOによる呼吸管理に習熟した人材が十分でない施設でも、重症例の治療に当たる必要がある状況が発生し得ることから、医療機関へのサポートを24時間体制で実施することに決めた。専用電話番号は、日本集中治療医学会、日本救急医学会、日本呼吸療法医学会、日本感染症学会、日本呼吸器学会、PCPS/ECMO研究会の会員にのみ配信している。広域搬送の判断で、ECMOcarと名付けられた大型救急車が向かい、長距離搬送することもある。